# Requienia pseudosphaerosperma
Requienia pseudosphaerosperma là một loài thực vật có hoa trong họ Đậu. Loài này được (Schinz) Brummitt miêu tả khoa học đầu tiên.